# Route nationale 320
Die Route nationale 320, kurz N 320 oder RN 320, ist eine französische Nationalstraße, die 1933 zwischen Moreuil und Dieppe in drei Teile festgelegt wurde. 1973 erfolgte die Abstufung der Straße. Seit der Eröffnung des Tunnel de Puymorens wird die Nummer für die bis dahin von der N20 benutzten Passstraße verwendet.